# Петрів Михайло Васильович
Миха́йло Васи́льович Пе́трів (27 березня 1885, Городенка — 13 серпня 1950) — український священник (УГКЦ), капелан УГА, репресований польською владою та «совітами».

## З життєпису
Середню освіту здобув у Коломийській ґімназії, теологічні студії закінчив 1912 року в Станиславові. Першу парафію отримав у селі Рівня (повіт Калуш).
Під час формування Української галицької армії о. Михайло зголосився стати духівником. В часі служби був завжди з відділом. Брав участь у поході на Київ. Був поранений, пережив тяжкий тиф та був у «Тритнику смерті», з якого вийшов живим.
Повернувшись додому після Визвольних змагань, був арештований польською владою за участь в українсько-польській війні. По звільнені з тюрми дістав парафію в селі Дем'янів повіту Рогатин, але в короткому часі через втрату малого сина попросив перенесення.
1924 направлений до села Підкамінь повіту Рогатин. Зорганізував курс писання для неграмотних, заснував читальню «Просвіти», хор, театральний гурток, товариство «Сільський Господар», відкрив споживчу «Кооперативу». Арештовувався та викликався до поліційного відділку за відспівування душ похованих січових стрільців.
1930 року парохові вдалося врятувати село від польської пацифікації. В часі окупації нацистськими військами не видавав метричних книжок, чим врятував багатьох односельців від вивозу на примусові праці.
В листопаді 1945 арештований НКВД за «протидержавну роботу» — відмовився перейти на російське православ'я. Засуджений на 10 років тюрми. Помер в концтаборах Караганди 13 серпня 1950.
Посмертно реабілітований 1992 року.

## Вшанування
У с. Підкамінь поблизу Рогатина на фасаді церкви Собору Пресвятої Богородиці встановлена меморіальна дошка пам'яті отця Михайла Петріва.

## Витоки
- Отець Михайло Петрів
- Визвольні змагання
- Петрів